# Сергина (Байкаловський район)
Се́ргина (рос. Сергина) — присілок у складі Байкаловського району Свердловської області. Входить до складу Байкаловського сільського поселення.
Населення — 80 осіб (2010, 77 у 2002).
Національний склад населення станом на 2002 рік: росіяни — 88 %.